# Ti sto parlando
Ti sto parlando è un singolo del gruppo musicale italiano Articolo 31, pubblicato nel 1993 dalla Crime Squad come secondo estratto dal primo album in studio Strade di città.

## Descrizione
Si tratta della sesta traccia del disco. In entrambe le versioni pubblicate del singolo è presente un remix del precedente singolo Tocca qui realizzato da Albertino.

## Video musicale
Il video, l'unico realizzato per la promozione dell'album, è stato realizzato completamente in bianco e nero e mostra J-Ax e DJ Jad che fanno la loro performance prima in uno studio al buio e dopo in una strada di Milano davanti ad un muro con disegnati dei graffiti.

## Tracce
Testi di Alessandro Aleotti, musiche di Luca Perrini.
CD
1. Ti sto parlando – 4:50
2. Ti sto parlando (Strumentale) – 4:50
3. Tocca qui (Albertino Remix) – 5:20
4. Tocca qui (Radio mix) – 4:22
5. Tocca qui (Albertino Remix strumentale) – 5:20
6. Pifferaio magico (Versione Fattainunanotte) – 4:06

12"
- Lato A

1. Ti sto parlando – 4:50
2. Ti sto parlando (Strumentale) – 4:50

- Lato B

1. Tocca qui (Albertino Remix) – 5:20
2. Tocca qui (Albertino Remix Strumentale) – 5:20

## Formazione
Gruppo
- J-Ax – voce
- DJ Jad – scratch, giradischi

Produzione
- Franco Godi – produzione
- Umberto Zappa – registrazione, missaggio
- Ernesto De Pascale – missaggio
- Andrea Mariotti – programmazione
- Fausto Cogliati – programmazione